# Lucius Arruntius (Konsul 22 v. Chr.)
Lucius Arruntius war ein Politiker der Römischen Kaiserzeit und Konsul des Jahres 22 v. Chr. Er war außerdem Historiker, der eine Geschichte der Punischen Kriege schrieb.
Sein Amtskollege als Konsul war Marcus Claudius Marcellus Aeserninus. Die Akten der Säkularfeiern nennen ihn als Quindecimvir sacris faciundis im Jahr 17 v. Chr.
Möglicherweise ist er mit dem Arruntius identisch, der sich im Jahr 43 v. Chr. durch Verstellung zu Sextus Pompeius rettete, später beim Vertrag von Misenum zu Augustus übertrat, in der Schlacht bei Actium den linken Flügel der Flotte des Augustus führte und Gaius Sosius mit Augustus wieder versöhnte.
Die Charakterisierung des Velleius Paterculus: prisca gravitate celeberrimus macht es wahrscheinlich, dass er mit dem Historiker Lucius Arruntius identisch ist, der laut Seneca als vir rarae frugitalitatis eine (nicht erhaltene) Geschichte der Punischen Kriege schrieb und dabei den berühmten Historiker Sallust in übertriebener Weise nachahmte.
Ob er auch mit dem Redner Lucius Arruntius identisch ist, der in einem Prozess gegen Gaius Albucius Silus auftrat, ist fraglich.
Plinius der Ältere beruft sich auf einen Lucius Arruntius als Quelle seines Werks, der mit dem Konsul identisch sein könnte.
Lucius Arruntius, der Konsul des Jahres 6 n. Chr., dürfte sein Sohn sein.

## Ausgabe der Fragmente
- Tim Cornell (Hrsg.): The Fragments of the Roman Historians. 3 Bände, Oxford 2013 (Bd. 1, S. 448–450 (Einführung); Bd. 2, S. 870–873 (Fragmente mit engl. Übersetzung); Bd. 3, S. 533f. (Kommentar)).